# Euphemus funcrarius
Euphemus funcrarius là một loài bọ cánh cứng trong họ Elateridae. Loài này được Bertoloni miêu tả khoa học năm 1854.